# Svartstrupig fruktduva
Svartstrupig fruktduva (Ptilinopus leclancheri) är en östasiatisk fågel i familjen duvor inom ordningen duvfåglar som huvudsakligen förekommer i Filippinerna.

## Utseende och läten
Svartstrupig fruktduva är en rätt liten (26-28 cm) fruktduva med svart haka. Den har blekgrått på huvudet och vidare ner i nacken och på övre delen av bröstet, kantat nertill av ett purpurfärgat band. Buken är grågrön och undergumpen kanelbrun. Ovansidan är lysande grön förutom brunsvarta vingpennor och stjärt. Honan har mörkare undersida samt grönt huvud och nacke. Näbben är starkt gul med röd näbbas (hanen) eller blekgul (honan). Lätet är ett djupt och utdraget "brrrooooo" som lätt drunknar i andra ljud från skogen.

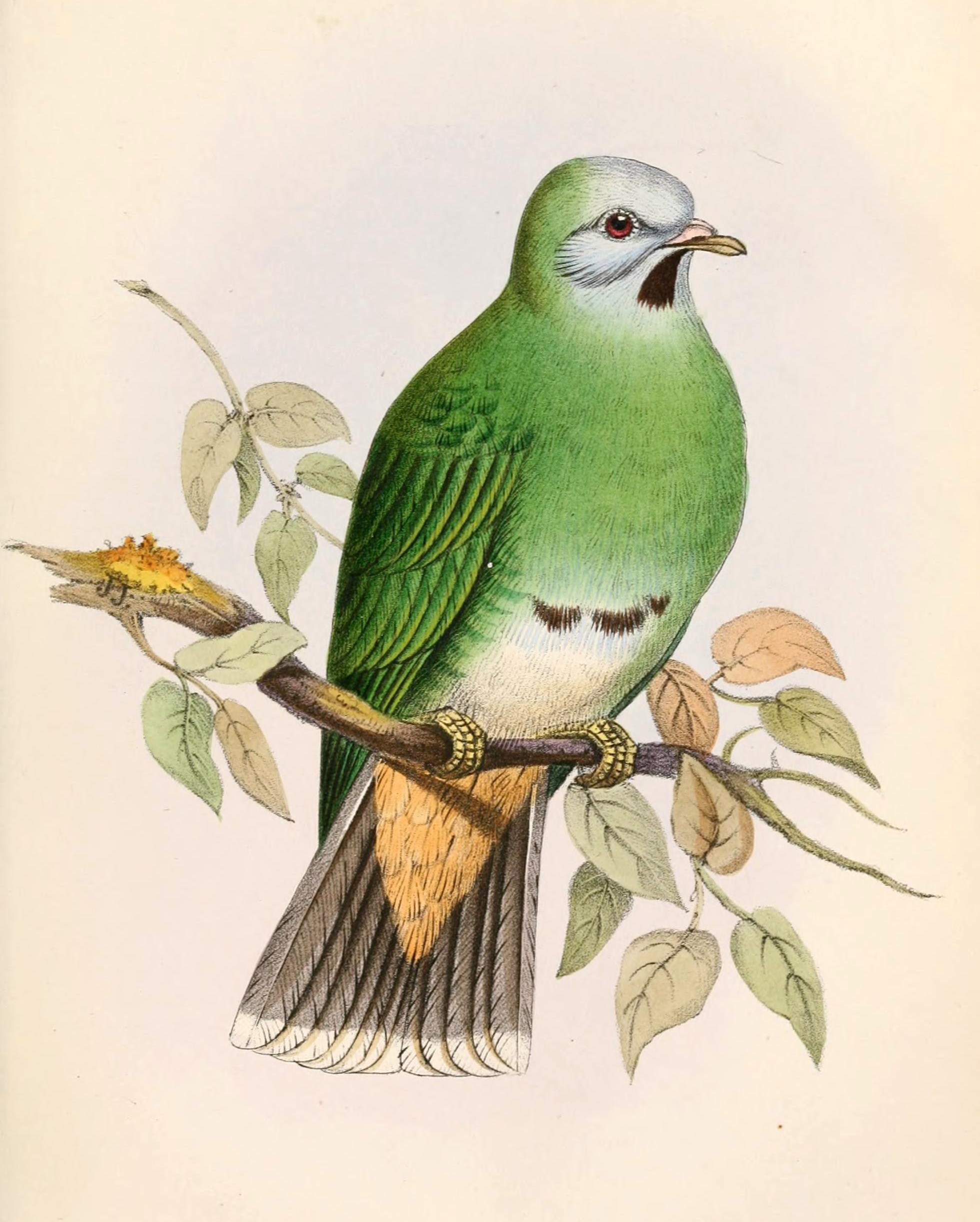

## Utbredning och systematik
Svartstrupig fruktduva delas in i fyra underarter med följande utbredning:
- Ptilinopus leclancheri taiwanus – Taiwan (huvudsakligen i söder)
- Ptilinopus leclancheri longialis – Lan-yu Island (Taiwan), Batan, Calayan och norra Camiguinöarna
- Ptilinopus leclancheri leclancheri – Filippinerna (förutom Palawan, Basilan och Suluarkipelagen)
- Ptilinopus leclancheri gironieri – Palawan (sydvästra Filippinerna)

Arten har tillfälligt påträffats i Yaeyamaöarna.
Svartstrupig fruktduva tros vara nära släkt med de indonesiska arterna kastanjestrupig fruktduva (Ptilinopus epius), banggaifruktduva (P. subgularis) och sulafruktduva (P. mangoliensis).

### Släktestillhörighet
Arten placeras traditionellt i släktet Ptilinopus. Genetiska studier visar dock att detta släkte är parafyletiskt i förhållande till Alectroenas, varför vissa delar upp Ptilinopus i flera släkten. Svartstrupig fruktduva med släktingar bryts då ut till ett eget släkte, Ramphiculus.

## Levnadssätt
Svartstrupig fruktduva förekommer i skog och tät ungskog i låglänta områden upp till åtminstone 700 meters höjd. Inga detaljer om dess föda är kända, men den har setts ta frukt från grenar. Bo med ägg har hittats på Luzon i april och på Camiguin Norte i april och juni.

## Status och hot
Arten har ett stort utbredningsområde och en stor population, men tros minska i antal till följd av habitatförstörelse. Den minskar dock inte tillräckligt kraftigt för att den ska betraktas som hotad. Internationella naturvårdsunionen IUCN kategoriserar därför arten som livskraftig (LC). Världspopulationen har inte uppskattats men den beskrivs som generellt ovanlig.

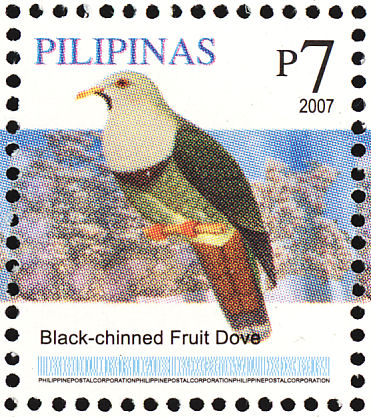
Svartstrupig fruktduva på ett filippinskt frimärke från 2007.

## Namn
Fågelns vetenskapliga artnamn hedrar Charles René Augustin Léclancher (1804-1857), fransk läkare, naturforskare och upptäcktsresande.